# Megalostrata
Megalostrata, que viveu no período em que a mitologia grega se confunde com a história da Grécia Antiga [carece de fontes?], foi uma poetisa, que tinha o poder de atrair os amantes pela sua conversa. Álcman se apaixonou por ela, e a descreve como tendo o dom das musas, e de cabelos dourados.
Sarah B. Pomeroy supõe que Megalostrata fosse espartana, pois seu nome é apropriado para uma espartana ("grande exército") e Álcman passou muito tempo em Esparta compondo poemas para moças solteiras; além disso, ela era loura como Helena.